# Pterolophia bicoloriantennata
Pterolophia bicoloriantennata là một loài bọ cánh cứng trong họ Cerambycidae.